# Queens Sports Club
Der Queens Sports Club ist ein Cricket-Stadion in der simbabwischen Stadt Bulawayo. Das Stadion dient als Heimstätte der Matabeleland Tuskers und ist eines von heute zwei genutzten Test-Stadien in Simbabwe.

## Kapazität und Infrastruktur
Das Stadion hat eine Kapazität von 9.000 Plätzen. Die beiden Ends heißen City End und Airport End.

## Nutzung
Ursprünglich war der Bulawayo Athletic Club das internationale Cricket-Stadion der Stadt. Der Queens Sports Club wurde erstmals 1994 für internationales Cricket verwendet, als hier ein Test Simbabwes gegen Sri Lanka ausgetragen wurde. Seitdem ist es regelmäßiger Austragungsort bei Touren in Simbabwe. Beim Cricket World Cup 2003 wurden in dem Stadion zwei Partien ausgetragen. Abseits vom internationalen Cricket ist es Heimspielstätte der Matabeleland Tuskers im Rahmen des nationalen simbabwischen Crickets.